# Programme Zond
Pour les articles homonymes, voir Zond (homonymie).
Pour les sondes spatiales, voir Zond (sonde spatiale).
Zond (en russe : Зонд, « sonde ») est un programme spatial soviétique qui s'est déroulé entre 1964 et 1970. Son objectif était d'envoyer deux cosmonautes faire le tour de la Lune, pour réaliser une nouvelle première avant les États-Unis, qui étaient en train de préparer l'atterrissage de deux hommes à la surface de la Lune dans le cadre du programme Apollo. Pour y parvenir, une version allégée du vaisseau spatial Soyouz, destinée à transporter deux hommes et baptisée Soyouz 7K-L1, est mise au point. Il est placé en orbite par le lanceur lourd Proton, qui vient tout juste d'effectuer ses premiers vols. L'ensemble est testé à quinze reprises sans équipage. La plupart de ces vols sont des échecs ou des demi-échecs dus à des problèmes affectant soit la fusée, soit le vaisseau Soyouz. Les responsables soviétiques renonceront finalement à envoyer des hommes autour de la Lune et mettront fin au programme, les Américains ayant réussi à atterrir entre-temps sur notre satellite.  

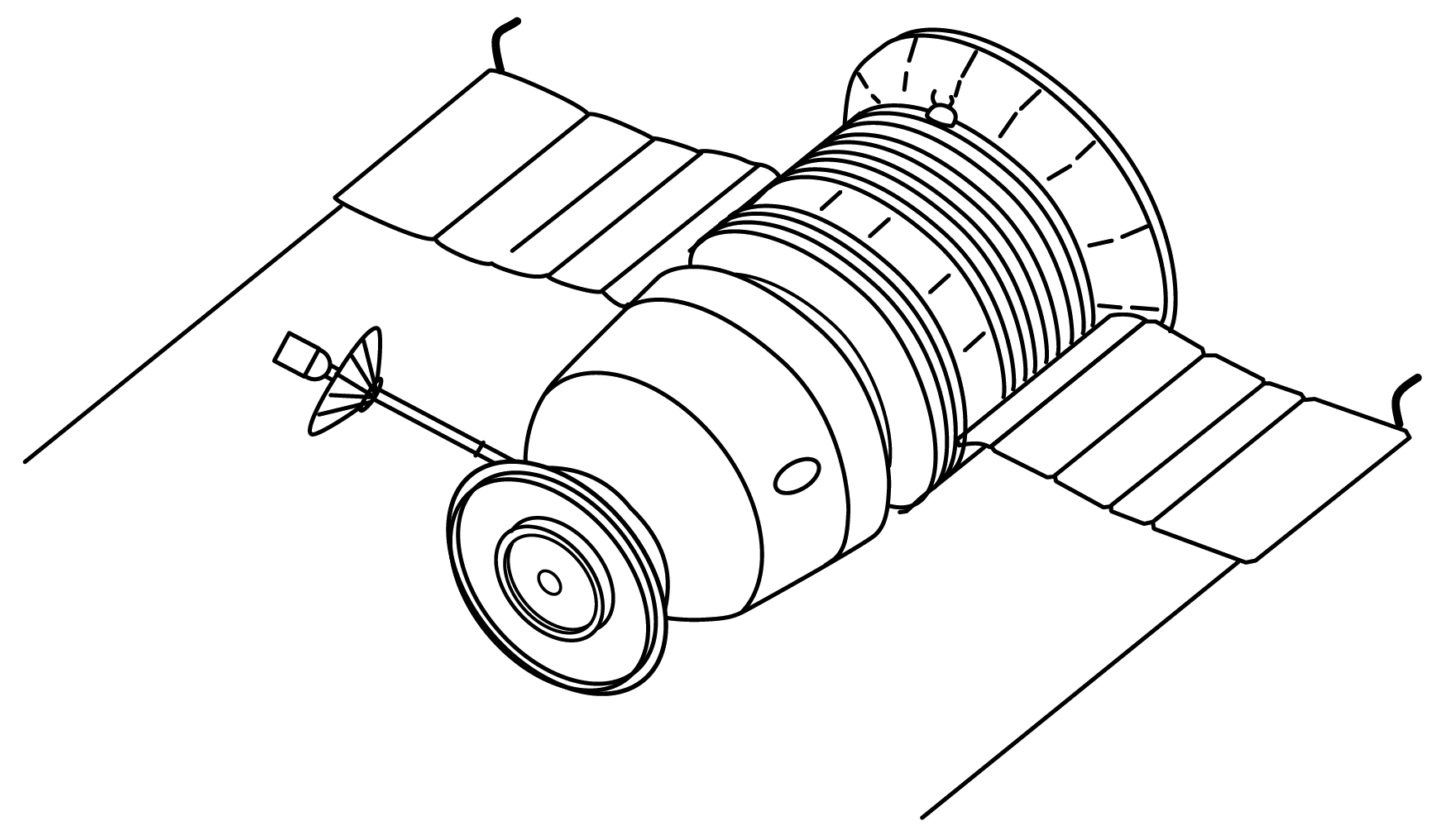
Vaisseau L1 (Zond).

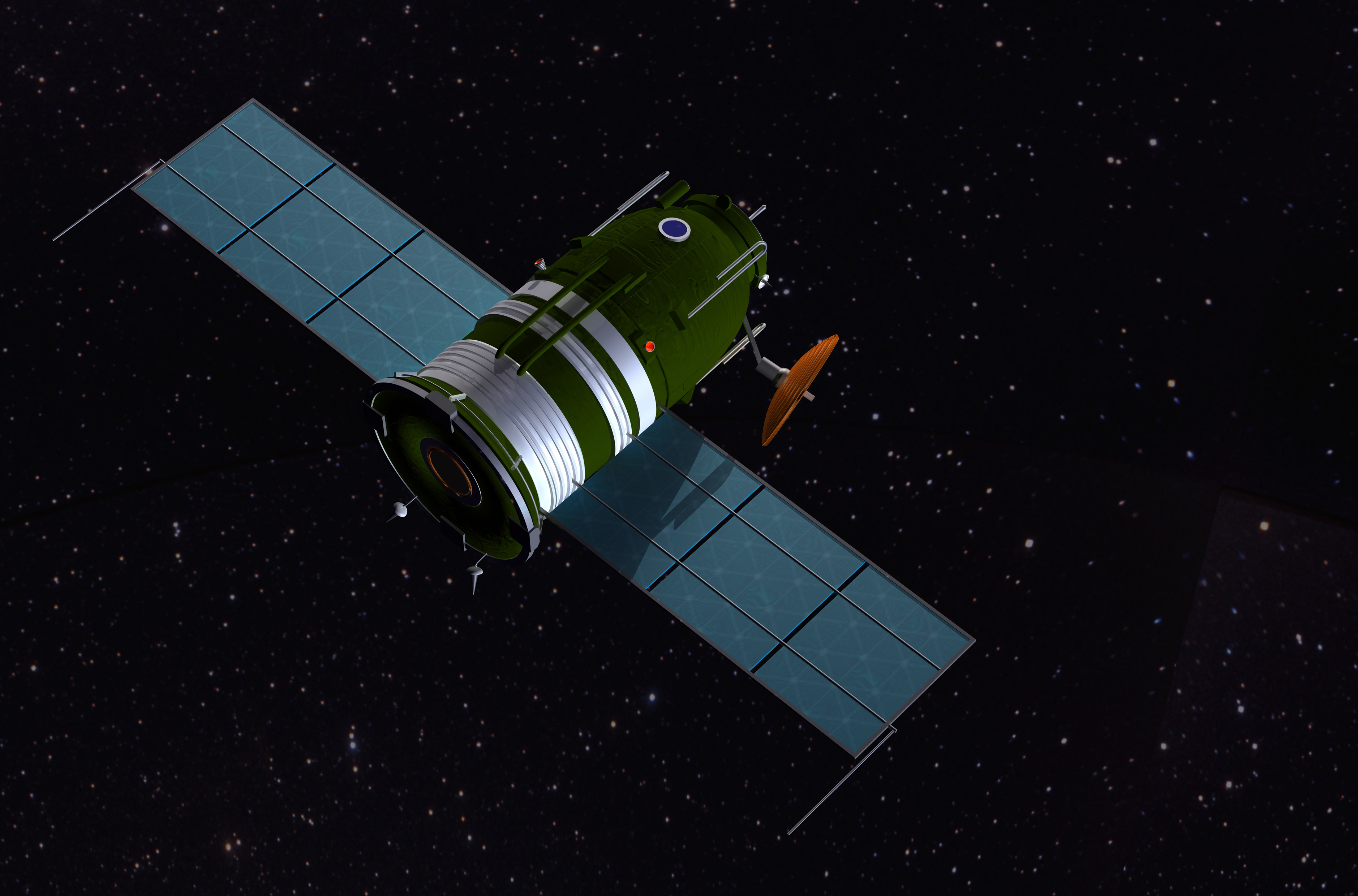
Vision d'artiste de Zond se dirigeant vers la Lune.

## Contexte

### Le développement du vaisseau Soyouz
Fin 1962, le principal responsable du programme spatial soviétique, Serguei Korolev, travaille sur le successeur de la capsule spatiale Vostok, qui ne peut transporter qu'un seul cosmonaute et a des capacités de manœuvre limitées. Le nouveau véhicule spatial, baptisé Soyouz, doit pouvoir changer d'orbite, transporter plusieurs cosmonautes, effectuer des vols de longue durée, s'amarrer à un autre vaisseau et permettre des sorties extravéhiculaires. Il doit enfin pouvoir effectuer une rentrée atmosphérique après une mission lunaire, c'est-à-dire à la deuxième vitesse cosmique (11 km/s), beaucoup plus élevée que la vitesse de rentrée d'un vaisseau ayant effectué une mission en orbite basse (environ 7 km/s).

### La fusée lunaire N-1
Korolev et ses ingénieurs de l'OKB-1 commencent dès 1956, c'est-à-dire avant même le lancement du premier satellite artificiel, à dresser les plans d'une lanceur lourd, baptisé du nom passe-partout N-1 (N est l'abréviation du russe Nositel qui signifie lanceur). La N-1 doit pouvoir placer une masse de 50 tonnes en orbite basse, c'est-à-dire plus de 20 fois la capacité du lanceur soviétique en cours de mise au point à l'époque. Contrairement à la fusée Saturn V de l'agence spatiale américaine, la NASA, conçue pour déposer des hommes sur la Lune, la N-1 se veut un lanceur universel aux applications délibérément vagues. Pour gagner l'appui des militaires, Korolev suggère que la N-1 permettra le lancement de satellites de reconnaissance militaires. Le projet est proposé le 15 juillet 1957 au Conseil des constructeurs animé par Korolev, mais reçoit peu d'appui.
En décembre 1959, les autorités militaires réunissent les trois constructeurs généraux, Korolev, son rival Vladimir Tchelomeï de l'OKB-52 et Mikhaïl Yanguel de l'OKB-586, afin de faire un bilan de l'avancement de leurs études. Korolev propose la famille de lanceurs N ainsi que des versions améliorées de la Semiorka, Tchelomeï une famille évolutive UR (du russe Universalskaya Raketa pour « fusée universelle ») basée sur un 1er étage commun (qui donnera naissance aux projets UR-500 Proton et UR-700) et Yanguel les missiles balistiques R-26 et R-36, plus le lanceur SK-100. Finalement, Tchelomeï et Yanguel sont autorisés à développer des missiles balistiques, respectivement le léger UR-100 et le lourd R-36. Korolev reçoit des fonds pour développer le lanceur Molniya (8K78), une adaptation de la Semiorka, mais rien pour la N-1, dont les militaires ne perçoivent pas  l'utilité,.
Puis un décret de janvier 1960 autorise les études sur la N-1, et Korolev exprime dans la Pravda « La possibilité d'une exploration directe de la Lune, tout d'abord par l'alunissage de sondes scientifiques automatiques… et plus tard par l'envoi de chercheurs et la construction d'une station scientifique habitée sur la lune. ». Dans une lettre du 7 avril 1960, Korolev demande la création d’une filière de production d’hydrogène liquide comme le font les États-Unis, puis en mai 1960 le développement d’une famille de lanceurs lourds. Seule la dernière demande sera acceptée par un décret de juin 1960. De 1960 à 1963 serait réalisé le lanceur lourd N1 d’une capacité de 40 à 50 tonnes en orbite basse terrestre (LEO) et de 12 à 20 tonnes en orbite d’évasion pour un 1er vol en 1965. Cette date est fixée en mai 1961 par un décret qui ordonne à Tchelomeï d'abandonner ses recherches sur les sondes interplanétaires Kosmoplan et de se concentrer sur une version de son vaisseau lunaire LK-1.

### Le projet circum-lunaire de Tchelomei
Contrairement aux États-Unis où le programme spatial civil est géré directement par un organisme unique, la NASA, le programme spatial soviétique est entre les mains de plusieurs responsables de bureaux d'étude qui utilisent leurs appuis politiques pour faire passer leurs projets. Le principal concurrent de Korolev  est Vladimir Tchelomeï, qui bénéficie de la protection du dirigeant de l'Union soviétique de l'époque Nikita Khrouchtchev. Tchelomeï propose d'utiliser sa fusée UR-500 (capacité de 20 tonnes en orbite basse) en cours de développement, le futur Proton, pour lancer un  vaisseau LK-1 à deux places capable d'effectuer un survol de la Lune et ainsi de réaliser une nouvelle première spatiale avant les États-Unis.

### Le projet circum-lunaire de Korolev
À l'époque, Korolev propose de réaliser le même objectif en lançant trois fusées R-7 (6,4 tonnes en orbite basse) pour créer un train de trois vaisseaux Soyouz. Le premier vaisseau (7K) doit emporter un équipage de deux personnes, tandis que les deux autres vaisseaux sont chargés, après avoir été lancés indépendamment, de s'amarrer au premier vaisseau en formant un ensemble spatial baptisé Soyouz (Union). Le deuxième vaisseau 9K (ou Soyouz B) est chargé d'accélérer le train spatial, tandis que le 11K emporte du carburant permettant de revenir sur Terre. Mais cette proposition est abandonnée car elle nécessite de réaliser des rendez-vous orbitaux entre les trois vaisseaux, une manœuvre non maitrisée à cette époque.

### Fusion des deux projets
Les premières études sur le vaisseau LK-1 débute en 1962 sans l'aval des responsables soviétiques. En août 1964, ceux-ci donnent leur accord pour le développement du lanceur UR-500 et son vaisseau circumlunaire, tandis que Korolev est chargé de développer le lanceur géant N-1, qui doit placer sur une orbite de transfert lunaire le Soyouz 7K-LOK et un module lunaire LK, qui doit déposer un cosmonaute sur la Lune. La chute de Khrouchtchev en octobre 1964 remet les projets du protégé de l'ex dirigeant en question. Une commission est constituée pour examiner tous les projets de Tchelomeï. Le développement du lanceur lourd n'est finalement pas remis en question, mais le vaisseau LK, qui n'existe que sur la papier, est annulé. Pour réaliser le vol circumlunaire en battant les américains, Korolev propose de combiner le lanceur Proton surmonté d'un étage supérieur de type bloc D avec une version allégée de son vaisseau Soyouz, baptisée 7K-L1. Cette proposition est acceptée le 25 octobre 1965. L'objectif est de réaliser le premier vol autour de la Lune pour le cinquantenaire de la Révolution fin 1967.

## Développement
Le premier lancement de l'UR-500/Proton a lieu le 10 mai 1967. Les développements sur la version 7K-L1 du vaisseau Soyouz mais il apparaît vite que l'échéance de fin 1967 ne sera pas tenue.  Mais en fait Korolev a bluffé et le train spatial constitué par le Bloc D et le vaisseau est trop lourd de 0,5 tonne. Pour contourner le problème, il remanie le scénario de la mission circumlunaire : l'équipage doit être lancé dans un vaisseau Soyouz 7K classique par une fusée Soyouz tandis que le train L1 est lancé de son côté sans équipage par une fusée UR 500/Proton. Un rendez-vous spatial est réalisé sans amarrage (il n'y a pas de pièce d'amarrage sur le L1) puis l'équipage passe dans le vaisseau du train L1 en effectuant une sortie extravéhiculaire. Huit tests sans équipage sont programmés, puis quatre vols habités. Pour parvenir à respecter le devis de poids, de nombreux équipements présents sur la version 7K-OK (périscope, capteurs) sont supprimés, et la quantité d'ergols embarquée est limitée à 400 kg contre 500 kg dans la version normale. Deux tests réalisés en mars-avril 1967 avec une maquette du vaisseau donnent des résultats mitigés. Les ingénieurs ont réussi à faire maigrir le train spatial L1 et la technique du double lancement est abandonnée en juin 1967 désormais, les cosmonautes seront lancés par la seule fusée Proton.

## Déroulement d'une mission
Le déroulement d'une mission typique, d'une durée de 7 à 8 jours, est le suivant : 
- Le lanceur Proton décolle de la base de lancement de Baïkonour.
- Après l'extinction et la séparation du troisième étage du lanceur, le bloc D utilise une première fois son moteur durant 140 secondes pour placer la charge utile sur une orbite circulaire de 205 km et une inclinaison orbitale de 51,5°.
- Après une phase de vol non propulsée, le moteur-fusée du bloc D est rallumé et place le vaisseau Soyouz sur une trajectoire de transit vers la Lune. Le bloc D est ensuite éjecté.
- Si nécessaire, le vaisseau Soyouz effectue une correction de trajectoire avec sa propulsion lorsqu'il se trouve à 250 000 km de la Terre.
- Le vaisseau Soyouz contourne la Lune à une distance minimale de 2 000 kilomètres. Des photos et d'autres mesures sont effectués lors du survol de notre satellite.
- Après avoir contourné la Lune, le vaisseau revient vers la Terre sans correction immédiate de trajectoire.
- À 150 000 kilomètres de la Terre, la trajectoire est ajustée à l'aide de la propulsion du vaisseau Soyouz.
- Arrivé à proximité de la Terre, le module de service est largué et le module de descente pénètre dans l'atmosphère avant de se poser au sol non loin de la base de lancement.

## Les missions Zond

### Synthèse
Les missions Zond 4 (en) à Zond 8 étaient des vols d'essai pour préparer un vol lunaire habité. Le vaisseau Soyouz 7K-L1 — ou plus simplement L1 — était utilisé à cette fin, adapté pour pouvoir être lancé depuis la Terre par le lanceur Proton.
De nombreux problèmes, touchant aussi bien la fusée spatiale que le nouveau vaisseau, furent révélés. Néanmoins, les essais se poursuivirent. La mission inhabitée Zond 5, qui se déroula en septembre 1968 et fit le tour de la Lune, est l'une des motivations justifiant le choix de la NASA d'anticiper la mission — habitée — Apollo 8 dès décembre 1968.
Les instruments embarqués donnèrent des informations sur le flux de micrométéorites, le vent solaire, la densité de rayons cosmiques, le champ magnétique et les radiations reçues par le vaisseau. Des éléments biologiques étaient embarqués tels des tortues, des plantes, des graines, des insectes, des bactéries et d'autres organismes vivants, ainsi qu'un appareil photographique.
Les charges biologiques survécurent aux radiations spatiales : les tortues ont toutefois perdus 10 % de leur masse, mais ne montraient aucune perte d'appétit et demeuraient actives. Elles n'avaient aucun syndrome d'irradiation aiguë.

### Le premier vol: Cosmos-146
Les objectifs du premier vol du vaisseau Soyouz 7K-L1, Cosmos-146, sont restés longtemps inconnus et restent encore aujourd'hui en partie mystérieux. À l'époque, il était prévu qu'après quatre vols sans équipage destinés à qualifier les différents systèmes de l'ensemble constitué par la fusée Proton, le bloc D et le vaisseau Soyouz 7K-L1, un premier équipage devait effectuer le tour de la Lune fin juin 1967. Mais la phase de mise au point ne se déroulera pas comme prévu. Selon la plupart des sources, les deux premiers vols sans équipage ne devaient pas contourner la Lune sans doute parce que de nombreux équipements au sol, comme le système de télécommunications à longue portée, n'étaient pas prêts. Par ailleurs, le développement de l'ordinateur embarqué Argon-11, un composant critique de la mission, était également en retard. Les principales sources indiquent que l'objectif principal de la première mission était principalement de tester l'étage bloc D placé en orbite pour la première fois. 
Le lanceur Proton emportant la mission Cosmos-146 décolle du pas de tir de gauche du complexe de lancement 81 du cosmodrome de Baïkonour le 10 mars 1967. C'était le cinquième tir de la fusée Proton mais le premier tir avec le bloc D et le vaisseau Soyouz 7K-L1. Le bloc D qui devait placer le vaisseau sur une orbite de transfert semble avoir fonctionné toutefois sans parvenir à imprimer la vitesse totale.

### Vol du 10 avril 1967: Cosmos 154
Un deuxième vol similaire au premier décolle le 10 avril 1967 depuis le même pas de tir. Comme le précédent, ce vol utilise une version simplifiée et donc non complètement opérationnelle du vaisseau Soyouz. Le lanceur Proton fonctionne de manière nominale mais le deuxième allumage programmé du bloc D qui devait placer le vaisseau sur une orbite de transfert vers la Lune ne se produit pas à la suite d'une erreur humaine. Deux ensembles de petites fusées SOZ, chargées de diriger le carburant dans les tuyaux d'alimentation de la propulsion principale durant la phase d'apesanteur, ont été largués par erreur après le premier allumage du bloc D et n'ont pu être mis en œuvre pour le deuxième allumage de l'étage. Le vol est annoncé par les autorités sous l'étiquette anonyme Cosmos 154 sans précision sur l'objectif de cette mission.

### Vol du 28  septembre 1967
Immédiatement après la catastrophe de Soyouz 1, premier vol du vaisseau Soyouz dans sa version standard, une nouvelle mission du programme Zond est lancée le 28 septembre 1967. Mais le premier étage du lanceur est victime d'une défaillance du système du contrôle d'attitude 61 secondes après le décollage et le lanceur s'écrase à 40-50 km du pas de tir.

### Vol du 22 novembre 1967
Le 22 novembre 1967 a lieu une deuxième tentative de lancer un vaisseau Soyouz sans équipage autour de la Lune. Mais le deuxième étage est victime d'une défaillance presque immédiatement après sa mise à feu due à des problèmes durant la séquence d'allumage des moteurs-fusées.

### Vol du 2 mars 1968: Zond 4
La mission Zond 4 est lancée le 2 mars 1968. Pour la première fois, le vaisseau soviétique parvient à quitter l'orbite terrestre basse et son apogée atteint 330 000 kilomètres, c'est-à-dire qu'il se situe au niveau de l'orbite lunaire. Après les quatre vols précédents qui n'avaient fait l'objet d'aucune annonce ni explication, ce vol fait l'objet d'une annonce officielle après la réussite du décollage. Il est annoncé comme le vol Zond-4 ce qui l'associe aux trois vols Zond précédents qui étaient des sondes spatiales à destination de Mars ou Vénus. L'objectif des responsables est de masquer le véritable objectif de la mission (répétition d'un vol avec équipage autour de la Lune). Aucun objectif n'est annoncé. Le vaisseau pénètre dans l'atmosphère terrestre à la deuxième vitesse cosmique (11 km/s) le 9 mars. Mais le système de contrôle d'attitude est victime d'une défaillance et le vaisseau pénètre dans l'atmosphère avec une pente beaucoup trop forte. Le système d'auto-destruction APO est activé à 15 km d'altitude, à 180–200 km de la côte guinéenne. Les investigations postérieures démontrent que le problème a pour origine un mauvais fonctionnement du viseur d'étoiles 100K lié à une contamination de l'optique par de la peinture qui s'est détachée dans le vide spatial. Les investigations démontrèrent également que l'antenne grand gain du vaisseau Soyouz ne s'était pas déployée comme prévu. Côté occidental les objectifs de la mission Zond-4, qui ne sont pas fournis par les autorités soviétiques, suscitent de nombreuses hypothèses. L'issue de la mission n'est pas connue. Certains observateurs conclurent que le vaisseau avait été placé sur une orbite héliocentrique d'autres sur une orbite terrestre très excentrique.

### Vol du 23 avril 1968
Une troisième tentative de lancer un vaisseau sans équipage autour de la Lune a lieu le 23 avril 1968. Le lancement de Zond 1968A est un échec à la suite d'une défaillance du 2e étage 260 secondes après le décollage. Ce lancement n'est pas annoncé et il est maintenu secret.

### Explosion du 14 juillet 1968
Le 14 juillet 1968 le bloc D du lanceur assemblé explose en tuant un des membres du personnel présent et en blessant d'autres.

### Vol du 15 septembre 1968: Zond 5
Zond 5 est lancé le 15 septembre 1968. C'est le premier vaisseau emportant à son bord une charge biologique (tortues, mouches du vinaigre, vers de farine, plantes, graines, bactéries) aussi près de la Lune. Il contourne  la Lune le 18 septembre 1968 et revient sur Terre en  utilisant la technique dite du rebond atmosphérique.

### Vol du 10 novembre 1968: Zond 6
Zond 6 est lancé le 10 novembre 1968. Il contourne la Lune le 14 novembre 1968 et revient sur Terre le 17 novembre 1968. Durant la descente vers le sol, un joint torique lâche, entraînant la dépressurisation de la cabine, et l'ouverture prématurée des parachutes du vaisseau à 5 km d'altitude. Le vaisseau s'écrase et tous les organismes vivants à bord (insectes, tortues) sont tués. Les autorités russes ne mentionnent pas ce crash et annoncent que la mission est un succès car le vaisseau a rapporté des photos de haute définition de la Lune. Alexeï Leonov qui dirige l'équipe des 10 cosmonautes s'entraînant dans le cadre du programme lunaire habité soviétique, avait harcelé avant le vol l'ingénieur en chef Vassili Michine pour survoler la Lune à bord de Zond 6 mais ce dernier avait refusé, conscient que le vaisseau n'était pas prêt,.

### Vol du 20 janvier 1969: Zond 1969A
Le 20 janvier 1969, une nouvelle tentative sans équipage, Zond 1969A, est lancée. Mais le moteur-fusée principal du troisième étage s'arrête de fonctionner 500 secondes après le décollage à la suite de la rupture d'une conduite d'alimentation.

### Vol du 7 août 1969: Zond 7
Zond 7 décolle du cosmodrome de Baïkonour le 7 août 1969 sans emporter d'équipage. Il survole la Lune le 11 août 1969 et revient le 14 août 1969.

### Vol du 20 octobre 1970: Zond 8
Zond 8 décolle du cosmodrome de Baïkonour le 20 octobre 1970 sans emporter d'équipage. Il survole la Lune le 24 octobre 1970 et revient le 27 octobre 1970. Un dysfonctionnement l'oblige à réaliser une rentrée balistique au lieu de la rentrée par ricochets prévue.

### Vols annulés
Les deux derniers vols prévus du programme Zond sont annulés.
- Zond 9
- Zond 10